# Sampietro (cognome)
Sampietro è un cognome di lingua italiana.

## Varianti
Sanpietro, Santopietro.

## Origine e diffusione
Cognome tipicamente milanese e comasco, è presente anche nel tarantino.
Potrebbe derivare da un toponimo.
In Italia conta circa 751 presenze.
La variante Santopietro compare nel romano, frusinate, latinense, beneventano, casertano, salernitano, potentino, tarantino, foggiano e crotonese; Sanpietro è quasi unico.

## Persone
- Francesca Sampietro – ex calciatrice italiana
- Giovanni Sampietro – politico italiano
- Roberto Sampietro – medico e chirurgo italiano
- Umberto Sampietro – politico italiano